# Grevys zebra
Grevys zebra (Equus grevyi) er en art i hestefamilien. Den bliver 2,5-3 m lang med en hale på 38-60 cm og vejer 350-450 kg. Arten er den største zebraart og samtidig den største af alle nulevende arter i hesteslægten bortset fra de tæmmede former. Grevys zebra lever i det østlige Afrika. Den er opkaldt efter den tidligere franske præsident Jules Grévy.